# Piotrowice (powiat Polkowicki)
Piotrowice (Duits: Petersdorf) is een dorp in het Poolse woiwodschap Neder-Silezië, in het district Polkowicki. De plaats maakt deel uit van de gemeente Przemków en telt 390 inwoners.